# Priyanka Deshpande
Pour les articles homonymes, voir Deshpande.
 (avril 2025).
La mise en forme du texte ne suit pas les recommandations de Wikipédia : il faut le « wikifier ».
Les points d'amélioration suivants sont les cas les plus fréquents. Le détail des points à revoir est peut-être précisé sur la page de discussion.
- Les titres sont pré-formatés par le logiciel. Ils ne sont ni en capitales, ni en gras.
- Le texte ne doit pas être écrit en capitales (les noms de famille non plus), ni en gras, ni en italique, ni en « petit »…
- Le gras n'est utilisé que pour surligner le titre de l'article dans l'introduction, une seule fois.
- L'italique est rarement utilisé : mots en langue étrangère, titres d'œuvres, noms de bateaux, etc.
- Les citations ne sont pas en italique mais en corps de texte normal. Elles sont entourées par des guillemets français : « et ».
- Les listes à puces sont à éviter, des paragraphes rédigés étant largement préférés. Les tableaux sont à réserver à la présentation de données structurées (résultats, etc.).
- Les appels de note de bas de page (petits chiffres en exposant, introduits par l'outil «  Source ») sont à placer entre la fin de phrase et le point final[comme ça].
- Les liens internes (vers d'autres articles de Wikipédia) sont à choisir avec parcimonie. Créez des liens vers des articles approfondissant le sujet. Les termes génériques sans rapport avec le sujet sont à éviter, ainsi que les répétitions de liens vers un même terme.
- Les liens externes sont à placer uniquement dans une section « Liens externes », à la fin de l'article. Ces liens sont à choisir avec parcimonie suivant les règles définies. Si un lien sert de source à l'article, son insertion dans le texte est à faire par les notes de bas de page.
- La présentation des références doit suivre les conventions bibliographiques. Il est recommandé d'utiliser les modèles {{Ouvrage}}, {{Chapitre}}, {{Article}}, {{Lien web}} et/ou {{Bibliographie}}. Le mode d'édition visuel peut mettre en forme automatiquement les références.
- Insérer une infobox (cadre d'informations à droite) n'est pas obligatoire pour parachever la mise en page.

Pour une aide détaillée, merci de consulter Aide:Wikification.
Si vous pensez que ces points ont été résolus, vous pouvez retirer ce bandeau et améliorer la mise en forme d'un autre article.
 (avril 2025).
Priyanka Deshpande (née le 28 avril 1990) est une présentatrice de télévision et actrice indienne qui travaille principalement dans l'industrie de la télévision et du cinéma tamouls. Priyanka est également l'une des présentatrices de télévision les mieux payées du sud de l'Inde. Elle est connue pour avoir animé de nombreuses émissions de télévision telles que Oo Solriya Oo Oohm Solriya, Super Singer Junior, Super Singer, The Wall, Start Music, OlliBelly, Suriya Vanakkam, Isai Unplugged, Azhagiya Penne, Glimpse, Jodi Number One et Kings of Comedy Juniors. Elle est également apparue dans quelques courts métrages, tels que Raani Aattam (2015) et Unnodu Vaazhnthaal Varamallava (2016). Priyanka a également travaillé comme animatrice de télévision sur diverses chaînes de télévision indiennes comme Zee Tamil, Sun TV, Chutti TV, Sun Music et Star Vijay . Elle est souvent considérée comme la superstar de la télévision,.
Son apparition en tant que présentatrice télé dans l'émission de télé-réalité Super Singer lui a valu de remporter les Ananda Vikatan Cinema Awards de la meilleure présentatrice féminine en 2016. Plus tard, elle a remporté le prix de la meilleure présentatrice féminine lors de la cérémonie annuelle des Vijay Television Awards en 2017. Priyanka a remporté une fois de plus le prix de la meilleure présentatrice féminine pour la troisième fois aux Galatta Nakshathra TV-Film Awards en 2018, remportant alors la même catégorie de nomination pendant trois années consécutives. Elle a également reçu le prix de la meilleure star du divertissement par Blacksheep Digital Awards en 2021 après le succès de sa chaîne YouTube. En 2021, elle a rejoint l'émission de télé-réalité Bigg Boss 5, animée par Kamal Haasan, en tant que candidate et a terminé en deuxième position. Elle est la gagnante de Cooku avec Comali saison 5.

## Vie personnelle
Priyanka Deshpande est née le 28 avril 1990, au Karnataka. Ses parents ont déménagé du Maharashtra au Karnataka avant sa naissance. Elle a un frère cadet, Rohit Deshpande[réf. nécessaire]. Après que Priyanka ait migré vers Chennai, elle a fait ses études secondaires à l'école St. Anthony et a ensuite obtenu un diplôme universitaire au Ethiraj College for Women . Priyanka a épousé son petit ami de longue date, Praveen Kumar, en 2016,.
En 2022, des médias ont affirmé que Priyanka et son mari Praveen Kumar avaient divorcé. Priyanka a ensuite démenti cette rumeur, la qualifiant de "sans fondement". Elle a épousé DJ Vasi Sachi le 16 avril 2025.

## Carrière
En 2019, Priyanka a lancé sa propre émission sur Star Vijay appelée Start Music, dans laquelle elle devient animatrice solo après huit ans. Priyanka a également fait ses débuts en tant qu'actrice dans divers courts métrages, comme Raani Aattam réalisé par J. Dharmendra et Unnodu Vaazhnthaal Varamallava, où elle a joué aux côtés de l'acteur de cinéma Vignesh Karthick . Elle est aussi apparue dans diverses publicités télévisées pour Amazon Prime et Aachi Masala. Priyanka est également apparue dans le clip vidéo So Soku avec Pugazh, qui était en tendance sur les réseaux sociaux.
Priyanka a également animé l'émission de télé-réalité internationale The Wall avec Ma Ka Pa Anand.
En 2021, Priyanka a rejoint l'émission de téléréalité Bigg Boss en tant que candidate, animée par l'acteur Kamal Haasan, et a terminé première finaliste. En plus d'animer des émissions de télévision, Priyanka possède également une chaîne YouTube dans laquelle elle divertit les gens à travers une couverture virtuelle, sa chaîne comptant actuellement 1,38 million d'abonnés.

### Bigg Boss
Après sa participation à Bigg Boss et sa place en tant que finaliste, elle a également participé en tant qu'invitée à son ancienne émission Start Music, qui était animée par Ma Ka Pa Anand en raison de l'absence de Priyanka pendant son séjour chez Bigg Boss . Elle a également fait, plus tard, une apparition dans l'émission de célébration et de succès de Bigg Boss intitulée Bigg Boss 5 Kondattam, en tant qu'invitée,.

## Télévision
| † | Indique que Priyanka fera bientôt une apparition |

| Name                                     | Role         | Network         | Language | Notes                                  |
| ---------------------------------------- | ------------ | --------------- | -------- | -------------------------------------- |
| Kalakka Povathu Yaaru                    | Juge         | Star Vijay      | Tamil    |                                        |
| Super Singer Junior                      | Animatrice   | Star Vijay      | Tamil    |                                        |
| Achcham Thavir                           | Participante | Star Vijay      | Tamil    |                                        |
| Jodi Number One Season 9                 | Animatrice   | Star Vijay      | Tamil    |                                        |
| Super Singer 6                           | Animatrice   | Star Vijay      | Tamil    |                                        |
| Super Singer 7                           | Animatrice   | Star Vijay      | Tamil    |                                        |
| Super Singer 8                           | Animatrice   | Star Vijay      | Tamil    |                                        |
| Super Singer 9                           | Animatrice   | Star Vijay      | Tamil    |                                        |
| Start Music Season 1                     | Animatrice   | Star Vijay      | Tamil    |                                        |
| Start Music Season 2                     |              | Star Vijay      | Tamil    |                                        |
| Bigg Boss (Tamil season 3)               | Invitée      | Star Vijay      | Tamil    |                                        |
| The Wall (Tamil game show)               | Animatrice   | Star Vijay      | Tamil    |                                        |
| Comedy Raja Kalakkal Rani                | Animatrice   | Star Vijay      | Tamil    |                                        |
| Bigg Boss (Tamil season 5)               | Participante | Star Vijay      | Tamil    | finaliste                              |
| Bigg Boss 5 Kondattam                    | Invitée      | Star Vijay      | Tamil    | Emission de célébration,               |
| Super Singer Junior                      | Animatrice   | Star Vijay      | Tamil    | Saison 8, remplacée par Myna Nandhini, |
| Bigg Boss Ultimate (season 1)            | Invitée      | Disney+ Hotstar | Tamil    | Dernière semaine                       |
| Oo Solriya Oo Oohm Solriya               | Animatrice   | Star Vijay      | Tamil    | [réf. nécessaire]                      |
| Bigg Boss (Tamil season 6)               | Invitée      | Star Vijay      | Tamil    |                                        |
| Super Singer 9                           | Animatrice   | Star Vijay      | Tamil    |                                        |
| Start Music 4                            | Animatrice   | Star Vijay      | Tamil    |                                        |
| <i id="mwAVw">Super Singer Junior 9</i>  | Animatrice   | Star Vijay      | Tamil    |                                        |
| <i id="mwAWI">Super Singer Season 10</i> | Animatrice   | Star Vijay      | Tamil    |                                        |
| Cooku with Comali season 5               | Participante | Star Vijay      | Tamil    | Gagnante                               |
| Start Music 5                            | Animatrice   | Star Vijay      | Tamil    |                                        |

## Discographie

### Chanteuse de playback
| Année | Film       | Chanson                   | Co-chanteurs                                           | Remarques |
| ----- | ---------- | ------------------------- | ------------------------------------------------------ | --------- |
| 2019  | Devarattam | « Madura Palapalakkudhu » | Nivas K. Prasanna, Vijay Sethupathi, Niranjana Ramanan |           |

## Prix et nominations
| Année | Prix                                   | Catégorie                          | Résultat | Montrer                | Rôle       |
| ----- | -------------------------------------- | ---------------------------------- | -------- | ---------------------- | ---------- |
| 2017  | Prix de la télévision Vijay            | Meilleure présentatrice féminine   | Lauréat  | Airtel Super Singer    | Animatrice |
| 2021  | Prix Blacksheep Digital                | Meilleure star du divertissement   | Lauréat  | Pour sa chaîne YouTube | Créatrice  |
| 2021  | 6e édition des Vijay Television Awards | Meilleure présentatrice féminine   | Lauréat  | Airtel Super Singer    | Animatrice |
| 2021  | Prix Femina Super Daughter             | Meilleure actrice                  | Lauréat  |                        |            |
| 2022  | Prix des femmes artistes de Radio City | Catégorie Télévision               | Lauréat  | Start Music saison 2   | Animatrice |
| 2022  | 7e édition des Vijay Television Awards | Meilleure présentatrice féminine   | Lauréat  | Airtel Super Singer    | Animatrice |
| 2022  | Prix She Beauty 2022                   | Femmes de la décennie - Télévision | Lauréat  |                        | Animatrice |